# Geraldo Hilário Torres
Geraldo Hilário Torres (Timóteo, 14 de janeiro de 1962) é um médico e político brasileiro. Foi prefeito do município onde nasceu, situado no interior do estado de Minas Gerais.

## Vida política
Foi eleito prefeito de Timóteo pela primeira vez nas eleições de 2008, filiado ao Partido Democrático Trabalhista (PDT) e com Wander Izaías Pinto como vice-prefeito, porém ambos tiveram o mandato cassado pelo Tribunal Regional Eleitoral no dia 9 de setembro de 2010, acusados de obtenção ilegal de votos.
Foi novamente eleito nas eleições de 2016, conquistando 11 572 votos (25,59% das intenções) como representante do Partido Progressista (PP) e com Carlos Vasconcelos sendo o vice-prefeito. Porém, teve seu registro de candidatura indeferido pelo Tribunal Superior Eleitoral (TSE) em 19 de dezembro de 2016 com base na Lei da Ficha Limpa.
Por força de ordem dada pelo Ministro Gilmar Mendes, então presidente do Tribunal Superior Eleitoral (TSE), foi empossado e exerceu mandato. Contudo, após novo entendimento do Tribunal Superior Eleitoral em 2018, teve seu mandato cassado, determinando a realização de eleições suplementares. Na nova eleição, venceu Douglas Willkys (PSB).